# Lionel Hampton
Lionel Leo Hampton (Louisville, 20 aprile 1908 – New York, 31 agosto 2002) è stato un vibrafonista, percussionista e bandleader di musica jazz statunitense.

## Biografia
Lionel Hampton è stato uno dei grandi della swing era, della tradizione, delle vulcaniche performance, supportate da un'orchestra percussiva, trascinante, fluviale nell'impeto. Hampton esordisce suonando la batteria in gruppi non proprio famosi della West Coast. Durante una seduta di registrazione con Louis Armstrong gli viene chiesto di suonare il vibrafono; con questo episodio inizia negli anni trenta l'ancora anonima carriera di Hampton.
Nel 1936 Benny Goodman lo va a sentire nel locale di Liso Alex dove si esibisce a Los Angeles. Immediatamente lo scrittura per delle incisioni e sei mesi dopo lo accoglie nella sua orchestra. Hampton diviene subito una star e nel 1938 prende parte al famoso concerto di Goodman alla Carnegie Hall.
Nel 1937 firma con la label Victor e produce una serie di registrazioni importanti a suo nome. Nel 1940 forma la prima orchestra, che resterà attiva fino agli anni novanta. Nel 1942 incide un famoso hit intitolato Flying Home; al sax tenore c'è Illinois Jacquet. Hampton continua su questo versante adattando l'orchestra, ma senza snaturarla, alle influenze bebop. Sotto la sua direzione passano jazzisti che diventeranno a breve famosi come Dinah Washington, Dexter Gordon, Charles Mingus, Johnny Griffin, Lucky Thompson, Fats Navarro e John Neely
Durante gli anni cinquanta la band ondeggia per problemi economici e lui si dedica alle collaborazioni con Benny Goodman e Art Tatum. Da allora in poi Hampton riproporrà sempre con grande forza ed entusiasmo la musica che lo ha reso famoso, incurante dei cambiamenti avvenuti nel jazz e delle mode che hanno irreversibilmente trasformato il panorama musicale.
Massone, era membro della loggia Prince Hall di New York.

## Discografia
- 1945 All-American Award Concert at Carnegie Hall
- 1947 Lionel Hampton with the Just Jazz All Stars
- 1947 Original Stardust
- 1950 Moonglow
- 1951 Blues Ain't News to Me
- 1953 Air Mail Special
- 1953 Crazy Hamp
- 1953 European Concert, 1953
- 1953 Hamp in Paris
- 1953 Hamp!
- 1953 Jazztime Paris
- 1953 King of the Vibes
- 1953 Lionel Hampton in Paris
- 1953 Lionel Hampton Quartet
- 1953 Oh, Rock! Live (1953)
- 1953 Rockin' and Groovin'
- 1954 Apollo Hall Concert
- 1954 Chicago Jazz Concert
- 1954 Flyin' Home
- 1954 Hallelujah Hamp
- 1954 Hamp's Big Four
- 1954 High and the Mighty
- 1954 Hot Mallets
- 1954 Lionel Hampton (1958)
- 1954 Lionel Hampton in Vienna, Vol. 1
- 1954 Lionel Hampton in Vienna, Vol. 2
- 1954 Lionel Hampton Plays Love Songs
- 1954 One and Only Lionel Hampton
- 1954 Swingin' with Hamp
- 1954 Wailin' at the Trianon
- 1955 Crazy Rhythm
- 1955 G. Krupa - L. Hampton - T. Wilson
- 1955 Genius of Lionel Hampton
- 1955 Hamp and Getz
- 1955 Hamp Roars Again
- 1955 Hampton-Tatum-Rich Trio
- 1955 Jam Session in Paris
- 1955 Jazz in Paris: Lionel Hampton & His New French Sound
- 1955 Lionel Hampton and His Giants
- 1955 Lionel Hampton Big Band
- 1955 Tatum - Hampton - Rich... Again
- 1955 Travelin' Band
- 1956 Hamp in Hi Fi
- 1956 In Paris 1956
- 1956 Jazz Flamenco
- 1956 Lionel Hampton Swings
- 1956 Lionel Hampton's Jazz Giants
- 1956 Live in Paris

- 1956 Look!
- 1956 Paris Session 1956
- 1956 Reunion at Newport 1967
- 1957 Lionel
- 1958 Golden Vibes
- 1958 Jivin' the Vibes [Camden]
- 1958 Lionel... Plays Drums, Vibes, Piano
- 1958 Many Sides of Lionel Hampton
- 1959 Hamp's Big Band
- 1960 Silver Vibes
- 1961 All That Twistin' Jazz
- 1961 Exciting Hamp in Europe
- 1961 Lionel at Malibu Beach,1961
- 1961 Lionel Hampton on Tour
- 1961 Soft Vibes, Soaring Strings
- 1962 Many Splendored Vibes
- 1963 Bossa Nova Jazz
- 1963 Great Hamp and Little 'T'
- 1963 Lionel Hampton in Japan
- 1964 Taste of Hamp
- 1964 You Better Know It
- 1967 Hamp Stamps
- 1967 Newport Uproar
- 1969 Steppin' Out, Vol. 1
- 1971 Where Could I Be?
- 1973 Please Sunrise
- 1974 Stop! I Don't Need No Sympathy!
- 1974 Transition
- 1977 Blackout
- 1977 Blues in Toulouse
- 1977 Giants of Jazz, Vol. 1
- 1977 Jazzmaster!!!
- 1977 Lionel Hampton and His Jazz Giants '77
- 1977 Who's Who in Jazz Presents Lionel Hampton
- 1978 Alive & Jumping
- 1978 All-Star Band at Newport
- 1978 As Time Goes By
- 1978 Lionel Hampton in Concert (Midem, 1978)
- 1978 Live
- 1978 Live at the Muzeval
- 1979 Hamp in Haarlem
- 1982 Made in Japan
- 1985 Sentimental Journey
- 1988 Cookin' in the Kitchen
- 1988 Mostly Blues
- 1989 Live at the Metropole Cafe, New York City
- 1989 Live Carnegie Hall Concert
- 1989 Mostly Ballads

- 1991 Just Jazz: Live at the Blue Note
- 1991 Live at the Blue Note
- 1994 For the Love of Music
- 1994 Lionel Hampton and His Jazz Giants
- 1994 Lionel Hampton with Dexter Gordon
- 1994 My Man
- 1994 One Night Stand
- 1994 Rhythm Rhythm
- 1995 Fun
- 1995 Hamp's Boogie Woogie
- 1995 Live in Paris: Concert Olympia 1961
- 1995 Old Fashioned Swing
- 1995 Presents Buddy Rich
- 1995 Presents Gerry Mulligan
- 1996 All Star Jazz Sessions, Vol. 2
- 1996 Lionel Hampton & His Orchestra in Europe
- 1996 Live at the Jazz Club
- 1997 Stompin' at the Savoy [Collector's Edition]
- 1998 Jivin' the Vibes [Special]
- 1998 Live at the John Anson Ford Amphitheatre
- 1999 In Concert
- 1999 Just One of Those Things
- 1999 Live at Carnegie Hall
- 1999 Live in Cannes
- 1999 Live: Pleyel 9 Mars 1971, Pt. 2
- 1999 Olympia Mars 1961, Octobre 1966
- 1999 Pleyel, 9 Mars 1971, Pt.1
- 1999 Triple Play: Live at the Blue Note
- 2000 Open House: All-Star Session, Vol. 1
- 2000 Outrageous
- 2001 Flying Home [LRC]
- 2001 Jazz in Paris: Lionel Hampton & His French New Sound, Vol. 2
- 2001 Jazz in Paris: Lionel Hampton & His French New Sound, Vol. 1
- 2001 Ring Dem Vibes
- 2001 Sea Breeze
- 2002 Definitive Black & Blue Sessions: '77 Vintage
- 2002 Lionel Hampton and His Big Band Live at the John Anson Ford Amphitheater
- 2002 Satin Doll
- 2003 90th Birthday Celebration
- 2003 All Star Band at Newport 78
- 2003 How High the Moon
- 2006 Air Mail Special [Itm]
- 2006 Jazz Hour with Lionel Hampton
- 2006 Mack the Knife [Hybrid SACD]
- 2006 There Will Never Be Another You

## Filmografia
- Il re del jazz (The Benny Goodman Story), regia di Valentine Davies (1955)
- Force of Impulse, regia di Saul Swimmer (1961)